# Saint-Herblain
Saint-Herblain é uma comuna francesa na região administrativa do País do Loire, no departamento de Loire-Atlantique. Estende-se por uma área de 30.02 km². Em 2010 a comuna tinha 47 062 habitantes (densidade: 1 567,7 hab./km²).